# Palaeacarus kamenskii
Palaeacarus kamenskii är en kvalsterart som först beskrevs av Aleksey A. Zachvatkin 1945.  Palaeacarus kamenskii ingår i släktet Palaeacarus och familjen Palaeacaridae. Arten är reproducerande i Sverige. Inga underarter finns listade i Catalogue of Life.